# Beagle 3
Pour les articles homonymes, voir Beagle (homonymie).

Le projet Beagle 2: Evolution

Beagle 3 (appelé également Beagle 2 Evolution) était un projet de mission spatiale martienne prenant la forme d'un atterrisseur ayant pour objectif de rechercher la vie sur Mars, présente ou passée. Beagle 3 était le successeur proposé pour l'atterrisseur britannique Beagle 2 après l'échec de l'atterrissage de celui-ci en 2003. Le concepteur de Beagle 3, le professeur Colin Pillinger, était également le responsable scientifique de Beagle 2. EADS Astrium a également joué un rôle dans le financement et le développement initial du projet. Pillinger espérait lancer jusqu'à deux engins de débarquement depuis un orbiteur en 2009 dans le cadre du Programme Aurora de l'Agence spatiale européenne.

## Historique
Après que le projet Beagle 3 a été annulé en 2004, le professeur Pillinger a proposé à l'agence spatiale américaine (NASA) d'inclure un module scientifique originellement destiné à Beagle 3 dans l'astromobile Mars Science Laboratory,, mais le projet n'a pas été retenu. Les sondes Beagle ont été nommées d'après le navire HMS Beagle sur lequel Charles Darwin s'est embarqué pour effectuer le tour du monde.

## Architecture technique
- Technologie de cellules solaires avancée, permettant de se contenter de deux panneaux solaires au lieu de quatre sur Beagle 2.
- Système de déploiement en accordéon permettant à la partie supérieure de la sonde de rester en position horizontale (emplacement de la principale antenne UHF)
- Antenne en bande X (8,0  à   12,0 GHz) permettant une liaison radio directe du véhicule à la Terre. Celle-ci est positionnée sur la coque externe du véhicule de descente, pour fournir en temps réel des données télémétriques durant la descente vers le sol martien.
- Nouvelle technologie de batterie lithium-ion fonctionnant à des températures plus basses, permettant de limiter l'énergie utilisée pour maintenir la température de celle-ci - ce qui pourrait accroitre de 60 % la capacité de la sonde par rapport à Beagle 2.
- Recours à des coussins gonflables pour la phase finale de l'atterrissage.
- Utilisation de microprocesseurs Life-chips permettant de détecter la présence d'acides aminés.